# Старое Шугурово
Ста́рое Шугу́рово (тат. Иске Шөгер) — село в Лениногорском районе Республики Татарстан, административный центр Старошугуровского сельского поселения.

## География
Деревня находится на реке Лесная Шешма, в 32 км к западу от районного центра, города Лениногорска.
Через село проходит автомобильная дорога регионального значения 16К-1093 «Лениногорск — Черемшан».

## История
Основание села относят к 1730-м годам.
В сословном отношении, вплоть до 1860-х годов жителей села причисляли к государственным крестьянам и тептярям. Их основными занятиями в то время были земледелие, скотоводство.
В «Списке населенных мест по сведениям 1859 года», изданном в 1864 году, населённый пункт упомянут как казённая деревня Шугурова 3-го стана Бугульминского уезда Самарской губернии. Располагалась при реке Шугуре, по правую сторону большой дороги из Бугульмы на Сергиевские минеральные воды, в 45 верстах от уездного города Бугульмы и в 25 верстах от становой квартиры в казённой деревне Балахоновке. В деревне в 19 дворах жили 134 человека (66 мужчин и 68 женщин). Была мечеть.
В 1910 году — 3 мечети, 3 мектеба.
С 1931 года в селе работали коллективные сельскохозяйственные предприятия, с 2002 года — сельскохозяйственные предприятия в форме ООО.
Административно, до 1920 года село относилось к Бугульминскому уезду Самарской губернии, с 1920 года — к Бугульминскому кантону, с 1930 года к Шугуровскому, с 1930 года — к Лениногорскому районам Татарстана.

## Население
Динамика
По данным переписей, население села увеличивалось с 53 душ мужского пола в 1747 году до 2548 человек в 1920 году. В последующие годы численность населения села уменьшалась и в 2017 году составила 898 человек.
Национальный состав
Согласно результатам переписи 2002 года, в национальной структуре населения села татары составляли 98% из 913 человек.

## Экономика
Полеводство, молочное скотоводство.

## Социальные объекты
Начальная школа, дом культуры, фельдшерско-акушерский пункт.

## Религиозные объекты
2 мечети (1896 и 2000 годов).

## Известные уроженцы
И. Х. Мурзин (1916–1946) – гвардии старший сержант, Герой Советского Союза.
С. С. Садриев (1920–1988) – Герой Советского Союза.
И. Р. Тагиров (р. 1936) – историк, общественный деятель, доктор исторических наук, академик АН РТ, заслуженный деятель науки ТАССР, РФ, лауреат Государственной премии РТ.
Э. Р. Тагиров (р. 1940) – историк, доктор исторических наук, профессор, заслуженный деятель науки РТ, лауреат Государственной премии РТ.
И. Р. Халиков (1918–1944) – старший сержант, Герой Советского Союза.
З. Г. Шарифуллин (1916–2010) – оператор по добыче нефти, Герой Социалистического Труда.
Ильсия Бадретдинова (1981) - татарская певица.